# Тадеуш Мейер
Тадеуш Здзіслав Мейер (7 лютого 1880, Варшава — ?) — лікар, підполковник медичної служби, доктор медичних наук, учасник Варшавського повстання.

## Життєпис

### Родина
Народився 7 лютого 1880 року в сім'ї варшавського міщанина римо-католика. Батько — Юліуш Мейєр.

### Навчання
Провчився 6 років у Варшавській гімназії, 2 роки в Павлоградській гімназії і випускний рік у Златопільській чоловічій гімназії та в останній 1899 року склав іспити і отримав атестат зрілості.
Медичну освіту здобував в Ягеллонському університеті.

### Лікарська праця
Учасник Варшавського повстання як лікар, підполковник медичної служби.